# Teoría ácido-base de Lewis

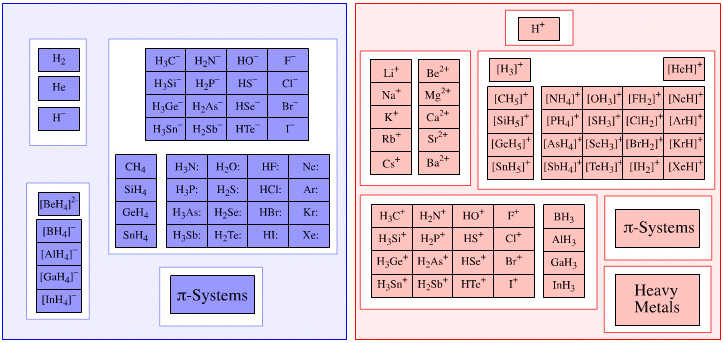
Diagrama de algunas bases y ácidos

Un ácido de Lewis es una especie química que contiene un orbital vacío que es capaz de aceptar un par de electrones de una base de Lewis para formar un aducto de Lewis. Una base de Lewis, entonces, es cualquier especie que tiene un orbital lleno que contiene un par de electrones que no está involucrado en un enlace, pero que puede formar un enlace dativo con un ácido de Lewis para formar un aducto de Lewis. Por ejemplo, el NH3 es una base de Lewis, porque puede donar su único par de electrones libres. El trimetilborano (Me3B) es un ácido de Lewis, ya que es capaz de aceptar un par solitario. En un aducto de Lewis, el ácido y la base de Lewis comparten un par de electrones proporcionado por la base de Lewis, formando un enlace dativo. En el contexto de una reacción química específica entre NH3 y Me3B, el par solitario de NH3 formará un enlace dativo con el orbital vacío de Me3B para formar un aducto NH3 • BMe3. La terminología se refiere a las contribuciones de Gilbert N. Lewis.
Los términos nucleófilo y electrófilo son más o menos intercambiables con base de Lewis y ácido de Lewis, respectivamente. Sin embargo, estos términos, especialmente sus formas sustantivas abstractas, nucleofilia y electrofilia, enfatizan el aspecto cinético de la reactividad, mientras que la basicidad de Lewis y la acidez de Lewis enfatizan el aspecto termodinámico de la formación de aductos de Lewis.

## Representación de aductos
En muchos casos, la interacción entre la base de Lewis y el ácido de Lewis en un complejo se indica con una flecha la base de Lewis que dona electrones hacia el ácido de Lewis utilizando la notación de un enlace dativo, por ejemplo, Me3B ← NH3. Algunas fuentes indican la base de Lewis con un par de puntos (los electrones explícitos que se donan), lo que permite una representación coherente de la transición de la propia base al complejo con el ácido:
{\displaystyle {\ce {Me3B + :NH3 -> Me3B:NH3}}}
También se puede usar un punto central para representar un aducto de Lewis, como Me3B • NH3. Otro ejemplo es el dietil eterato de trifluoruro de boro, BF3 • Et2O. (En un uso ligeramente diferente, el punto central también se usa para representar la coordinación de hidratos en varios cristales, como en MgSO4 • 7H2O para sulfato de magnesio hidratado, independientemente de si el agua forma un enlace dativo con el metal.)
Aunque ha habido intentos de utilizar criterios energéticos computacionales y experimentales para distinguir el enlace dativo de los enlaces covalentes no dativos, en su mayor parte, la distinción simplemente toma nota de la fuente del par de electrones y los enlaces dativos, una vez formados, se comportan simplemente como lo hacen otros enlaces covalentes, aunque normalmente tienen un carácter polar considerable. Además, en algunos casos (por ejemplo, sulfóxidos y óxidos de amina como R2S → O y R3N → O), el uso de la flecha de enlace dativo es solo una conveniencia de notación para evitar el dibujo de cargas formales. En general, sin embargo, el enlace donante-aceptor se considera simplemente en algún lugar de un continuo entre el enlace covalente idealizado y el enlace iónico.

## Ácidos de Lewis

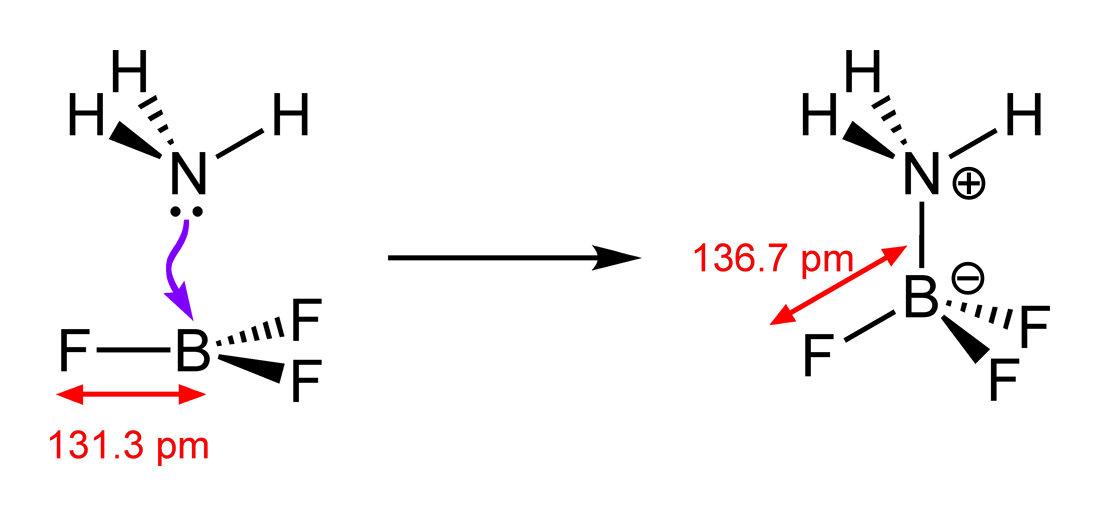
Los principales cambios estructurales acompañan a la unión de la base de Lewis al ácido de Lewis planar coordinativamente insaturado BF_{3}

Clásicamente, el término "ácido de Lewis" se restringe a especies planas trigonales con un orbital p vacío, como BR3, donde R puede ser un sustituyente orgánico o un haluro. Para los propósitos de la discusión, incluso los compuestos complejos como Et3Al2Cl3 y AlCl3 se tratan como ácidos de Lewis planos trigonales. Los iones metálicos como Na+, Mg2+ y Ce3+, que invariablemente forman complejos con ligandos adicionales, son a menudo fuentes de derivados coordinativamente insaturados que forman aductos de Lewis tras la reacción con una base de Lewis. Otras reacciones podrían simplemente denominarse reacciones "catalizadas por ácido". Algunos compuestos, como el H2O, son tanto ácidos de Lewis como bases de Lewis, porque pueden aceptar un par de electrones o donar un par de electrones, dependiendo de la reacción.
Los ácidos de Lewis son diversos. Los más sencillos son los que reaccionan directamente con la base de Lewis. Pero más comunes son aquellos que experimentan una reacción antes de formar el aducto. Ejemplos de ácidos de Lewis basados en la definición general de aceptor de pares de electrones incluyen:
- el {\displaystyle {\ce {H+}}}
- cationes de metales de transición de alto estado de oxidación, por ejemplo, Fe3+;
- otros cationes metálicos, como Li+ y Mg2+, a menudo como sus complejos aquo o éter,
- especies planas trigonales, como BF3 y carbocationes, H3C+
- pentahaluros de fósforo, arsénico y antimonio
- π pobres en electrones, tales como enonas y tetracianoetilenos.

Una vez más, la descripción de un ácido de Lewis a menudo se usa de manera flexible. Por ejemplo, en solución, los protones desnudos no existen.

### Ácidos de Lewis simples
Algunos de los ejemplos más estudiados de tales ácidos de Lewis son los trihaluros de boro y los organoboranos, pero otros compuestos exhiben este comportamiento:
{\displaystyle {\ce {BF3 + F- -> BF4-}}}
En este aducto, los cuatro centros de fluoruro (o más exactamente, ligandos) son equivalentes.
{\displaystyle {\ce {BF3 + OMe2 -> BF3OMe2}}}
Tanto BF4- como BF3OMe2 son aductos de base de Lewis de trifluoruro de boro.
En muchos casos, los aductos violan la regla del octeto, como el anión triyoduro:
{\displaystyle {\ce {I2 + I- -> I3-}}}
La variabilidad de los colores de las soluciones de yodo refleja las capacidades variables del solvente para formar aductos con el ácido de Lewis, I2.
En algunos casos, el ácido de Lewis es capaz de unir dos bases de Lewis, siendo un ejemplo famoso la formación de hexafluorosilicato:
{\displaystyle {\ce {SiF4 + 2F- -> SiF6^2-}}}

### Ácidos de Lewis complejos
La mayoría de los compuestos considerados ácidos de Lewis requieren un paso de activación antes de la formación del aducto con la base de Lewis. Casos bien conocidos son los trihaluros de aluminio, que en general se consideran ácidos de Lewis. Los trihaluros de aluminio, a diferencia de los trihaluros de boro, no existen en la forma AlX3, sino como agregados y polímeros que deben ser degradados por la base de Lewis. Un caso más simple es la formación de aductos de borano. El BH3 monomérico no existe de manera apreciable, por lo que los aductos de borano se generan por degradación del diborano:
{\displaystyle {\ce {B2H6 + 2H- -> 2BH4-}}}
En este caso, se puede aislar un intermedio B2H7-.
Muchos complejos metálicos sirven como ácidos de Lewis, pero generalmente solo después de disociar una base de Lewis unida más débilmente, a menudo agua.
{\displaystyle {\ce {[Mg(H2O)6]^2+ + 6NH3 -> [Mg(NH3)6]^2+ + 6H2O}}}

### H+como ácido de Lewis
El protón (H+) es uno de los más fuertes, pero también uno de los ácidos de Lewis más complicados. Es una convención ignorar el hecho de que un protón está fuertemente solvatado (unido al solvente). Con esta simplificación en mente, las reacciones ácido-base pueden verse como la formación de aductos:
{\displaystyle {\ce {H+ + NH3 -> NH4+}}}
{\displaystyle {\ce {H+ + OH- -> H2O}}}

### Aplicaciones de los ácidos de Lewis
Un ejemplo típico de un ácido de Lewis en acción es la reacción de alquilación de Friedel-Crafts. El paso clave es la aceptación por AlCl3 de un par solitario de iones cloruro, formando AlCl4- y la creación de la que es, fuertemente ácida, electrófilo, ion carbonio.
{\displaystyle {\ce {RCl + AlCl3 ->R+ + AlCl4-}}}

## Bases de Lewis
Una base de Lewis es una especie atómica o molecular donde el orbital molecular ocupado más alto (HOMO) está altamente localizado. Las bases de Lewis típicas son aminas convencionales tales como amoniaco y alquilaminas. Otras bases de Lewis comunes incluyen piridina y sus derivados. Algunas de las principales clases de bases de Lewis son
- aminas de fórmula NH3−xRx donde R = alquilo o arilo. Relacionados con estos están la piridina y sus derivados.
- fosfinas de fórmula PR3−xAx, donde R = alquilo, A = arilo.
- compuestos de O, S, Se y Te en estado de oxidación -2, incluyendo agua, éteres, cetonas

Las bases de Lewis más comunes son los aniones. La fuerza de correlatos basicidad de Lewis con el pKa del ácido de origen: ácidos con alto pKa dan buenas bases de Lewis. Como es habitual, un ácido más débil tiene una base conjugada más fuerte.
- Ejemplos de bases de Lewis basadas en la definición general de donante de pares de electrones incluyen:
  - aniones simples, como H- y F-
  - otras especies que contienen pares solitarios, como H2O, NH3, HO- y CH3-
  - aniones complejos, como el sulfato
  - bases de Lewis del sistema π ricas en electrones, como etino, eteno y benceno

Se ha evaluado la fuerza de las bases de Lewis para varios ácidos de Lewis, como I2, SbCl 5 y BF3.
| Base de Lewis     | Átomo donante | Entalpía de complejación (kJ/mol) |
| ----------------- | ------------- | --------------------------------- |
| Et3N              | N             | 135                               |
| Quinuclidina      | N             | 150                               |
| Piridina          | N             | 128                               |
| Acetonitrilo      | N             | 60                                |
| Et2O              | O             | 78,8                              |
| THF               | O             | 90,4                              |
| Acetona           | O             | 76,0                              |
| EtOAc             | O             | 75,5                              |
| DMA               | O             | 112                               |
| DMSO              | O             | 105                               |
| Tetrahidrotiofeno | S             | 51,6                              |
| Trimetilfosfina   | P             | 97,3                              |

### Aplicaciones de las bases de Lewis
Casi todos los donantes de pares de electrones que forman compuestos al unirse a elementos de transición pueden verse como colecciones de bases de Lewis, o ligandos . Por tanto, una gran aplicación de las bases de Lewis es modificar la actividad y selectividad de los catalizadores metálicos. Por tanto, las bases de Lewis quirales confieren quiralidad a un catalizador, lo que permite la catálisis asimétrica, que es útil para la producción de productos farmacéuticos.
Muchas bases de Lewis son "multidentadas", es decir, pueden formar varios enlaces con el ácido de Lewis. Estas bases de Lewis multidentadas se denominan agentes quelantes.

## Clasificación duro y blando
Los ácidos y bases de Lewis se clasifican comúnmente según su dureza o suavidad. En este contexto, fuerte implica pequeños y no polarizables y débil indica átomos más grandes que son más polarizables.
- Ácidos duros típicos: H+, cationes de metales alcalinos/alcalinotérreos, boranos, Zn2+
- Ácidos blandos típicos: Ag+, Mo(0), Ni(0), Pt2+
- Bases duras típicas: amoniaco y aminas, agua, carboxilatos, fluoruro y cloruro
- Bases blandas típicas: organofosfinas, tioéteres, monóxido de carbono, yoduro

Por ejemplo, una amina desplazará la fosfina del aducto con el ácido BF3. De la misma forma se podrían clasificar las bases. Por ejemplo, las bases que donan un par solitario de un átomo de oxígeno son más duras que las que se donan a través de un átomo de nitrógeno. Aunque la clasificación nunca se cuantificó, demostró ser muy útil para predecir la fuerza de la formación de aductos, utilizando los conceptos clave de que las interacciones entre ácido duro—base dura y ácido blando—base blanda son más fuertes que las interacciones ácido duro—base blanda o el ácido blando—base dura. La investigación posterior de la termodinámica de la interacción sugirió que las interacciones duro—duro son favorecidas por la entalpía, mientras que las interacciones blando—blando son favorecidas por la entropía.

## Cuantificando la acidez de Lewis
Se han ideado muchos métodos para evaluar y predecir la acidez de Lewis. Muchos se basan en firmas espectroscópicas, como cambios de señales de RMN o bandas de infrarrojos, por ejemplo, el método de Gutmann-Beckett y el método de Childs.
El modelo ECW es un modelo cuantitativo que describe y predice la fuerza de las interacciones ácido-base de Lewis, −ΔH. El modelo asignó parámetros E y C a muchos ácidos y bases de Lewis. Cada ácido se caracteriza por un EA y un CA. Cada base se caracteriza igualmente por su propia EB y CB. Los parámetros E y C se refieren, respectivamente, a las contribuciones electrostáticas y covalentes a la fuerza de los enlaces que formarán el ácido y la base. La ecuación es
{\displaystyle -\Delta H=E_{A}E_{B}+C_{A}C_{B}+W}
El término W representa una contribución de energía constante para la reacción ácido-base, como la escisión de un ácido dimérico o una base. La ecuación predice la reversión de las concentraciones de ácidos y bases. Las presentaciones gráficas de la ecuación muestran que no hay un solo orden de concentraciones de bases de Lewis o de concentraciones de ácidos de Lewis. y que las escalas de propiedades individuales están limitadas a un rango más pequeño de ácidos o bases.

## Historia

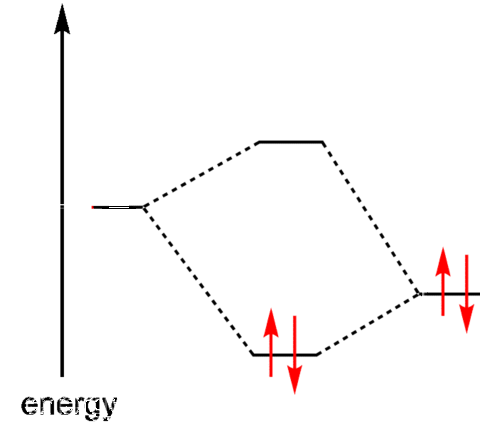
Diagrama MO que representa la formación de un enlace covalente dativo entre dos átomos

El concepto se originó con Gilbert N. Lewis, quien estudió los enlaces químicos. En 1923, Lewis escribió Una sustancia ácida es aquella que puede emplear un par de electrones solitarios de otra molécula para completar el grupo estable de uno de sus propios átomos. La teoría ácido-base de Brønsted-Lowry se publicó en el mismo año. Las dos teorías son distintas pero complementarias. Una base de Lewis también es una base de Brønsted-Lowry, pero un ácido de Lewis no necesita ser un ácido de Brønsted-Lowry. La clasificación en ácidos y bases duros y blandos (teoría HSAB) siguió en 1963. La fuerza de las interacciones ácido-base de Lewis, medida por la entalpía estándar de formación de un aducto, puede predecirse mediante la ecuación de dos parámetros de Drago-Wayland.

### Reformulación de la teoría de Lewis
Lewis había sugerido en 1916 que dos átomos se mantienen juntos en un enlace químico al compartir un par de electrones. Cuando cada átomo contribuía con un electrón al enlace, se llamaba enlace covalente. Cuando ambos electrones provienen de uno de los átomos, se denomina enlace covalente dativo o enlace coordinado. La distinción no está muy clara. Por ejemplo, en la formación de un ion amonio a partir de amoníaco e hidrógeno, la molécula de amoníaco dona un par de electrones al protón;  la identidad de los electrones se pierde en el ion amonio que se forma. No obstante, Lewis sugirió que un donante de pares de electrones se clasifique como base y un aceptor de pares de electrones se clasifique como ácido.
Una definición más moderna de un ácido de Lewis es una especie atómica o molecular con un orbital atómico o molecular vacío localizado de baja energía. Este orbital molecular de menor energía (LUMO) puede acomodar un par de electrones.

### Comparación con la teoría de Brønsted-Lowry
Una base de Lewis es a menudo una base de Brønsted-Lowry, ya que puede donar un par de electrones a H+; el protón es un ácido de Lewis, ya que puede aceptar un par de electrones. La base conjugada de un ácido de Brønsted-Lowry también es una base de Lewis, ya que la pérdida de H+ del ácido deja los electrones que se usaron para el enlace A-H como un par solitario en la base conjugada. Sin embargo, una base de Lewis puede ser muy difícil de protonar y aun así reaccionar con un ácido de Lewis. Por ejemplo, el monóxido de carbono es una base de Brønsted-Lowry muy débil, pero forma un fuerte aducto con BF3.
En otra comparación de la acidez de Lewis y Brønsted-Lowry realizada por Brown y Kanner, 2,6-di-t-butilpiridina reacciona para formar la sal clorhidrato con HCl pero no con BF3. Este ejemplo demuestra que los factores estéricos, además de los factores de configuración electrónica, juegan un papel en la determinación de la fuerza de la interacción entre la solución acuosa y el protón diminuto.

## Otras lecturas
- Jensen, W.B. (1980). The Lewis acid-base concepts : an overview. New York: Wiley. ISBN 0-471-03902-0.
- Yamamoto, Hisashi (1999). Lewis acid reagents : a practical approach. New York: Oxford University Press. ISBN 0-19-850099-8.

- Datos: Q900337